# کرچک‌هندی‌واران
کرچک‌هندی‌واران (نام علمی: Crotonoideae) نام یک زیرخانواده از تیره فرفیونیان است.